# Чемпіонат Європи з хокею із шайбою 1922
Чемпіонат Європи з хокею із шайбою 1922 — 7-й чемпіонат Європи з хокею із шайбою, який проходив у Швейцарії з 14 лютого по 16 лютого 1922 року. Матчі відбувалися у місті Санкт-Моріц.

## Результати
| 14 лютого 1922 |

| Швейцарія | 1:8        | Чехословаччина |
| --------- | ---------- | -------------- |
|           | (1:4, 0:4) |                |

|  |

| 15 лютого 1922 |

| Швейцарія | 0:7        | Швеція |
| --------- | ---------- | ------ |
|           | (0:4, 0:3) |        |

|  |

| 16 лютого 1922 |

| Чехословаччина | 3:2        | Швеція |
| -------------- | ---------- | ------ |
|                | (2:0, 1:2) |        |

|  |

## Підсумкова таблиця
|                | М | В | Н | П | Ш    | Очк |
| -------------- | - | - | - | - | ---- | --- |
| Чехословаччина | 2 | 2 | 0 | 0 | 11:3 | 4   |
| Швеція         | 2 | 1 | 0 | 1 | 9:3  | 2   |
| Швейцарія      | 2 | 0 | 0 | 2 | 1:15 | 0   |

## Найкращий бомбардир
Ярослав Їрковський (Чехословаччина) — 7 голів.
| Чемпіон Європи 1922 Чехословаччина Перший титул |